# Anders Geert Jensen
Anders Geert Jensen (Århus, 11 de abril de 1961) es un deportista danés que compitió en vela en la clase Star. Ganó una medalla de plata en el Campeonato Europeo de Star de 1989.

## Palmarés internacional
| \| Campeonato Europeo \| Campeonato Europeo \| Campeonato Europeo \| Campeonato Europeo \| \| Año \| Lugar \| Medalla \| Clase \| \| ------------------ \| ------------------ \| ------------------ \| ------------------ \| \| 1989 \| Travemünde (RFA) \| Medalla de plata \| Star \| |                  |                  |       |
| Campeonato Europeo |                  |                  |       |
| Año | Lugar            | Medalla          | Clase |
| 1989 | Travemünde (RFA) | Medalla de plata | Star  |